# Urška Ferligoj
 (août 2025).
 (juin 2025).
La mise en forme du texte ne suit pas les recommandations de Wikipédia : il faut le « wikifier ».
Les points d'amélioration suivants sont les cas les plus fréquents. Le détail des points à revoir est peut-être précisé sur la page de discussion.
- Les titres sont pré-formatés par le logiciel. Ils ne sont ni en capitales, ni en gras.
- Le texte ne doit pas être écrit en capitales (les noms de famille non plus), ni en gras, ni en italique, ni en « petit »…
- Le gras n'est utilisé que pour surligner le titre de l'article dans l'introduction, une seule fois.
- L'italique est rarement utilisé : mots en langue étrangère, titres d'œuvres, noms de bateaux, etc.
- Les citations ne sont pas en italique mais en corps de texte normal. Elles sont entourées par des guillemets français : « et ».
- Les listes à puces sont à éviter, des paragraphes rédigés étant largement préférés. Les tableaux sont à réserver à la présentation de données structurées (résultats, etc.).
- Les appels de note de bas de page (petits chiffres en exposant, introduits par l'outil «  Source ») sont à placer entre la fin de phrase et le point final[comme ça].
- Les liens internes (vers d'autres articles de Wikipédia) sont à choisir avec parcimonie. Créez des liens vers des articles approfondissant le sujet. Les termes génériques sans rapport avec le sujet sont à éviter, ainsi que les répétitions de liens vers un même terme.
- Les liens externes sont à placer uniquement dans une section « Liens externes », à la fin de l'article. Ces liens sont à choisir avec parcimonie suivant les règles définies. Si un lien sert de source à l'article, son insertion dans le texte est à faire par les notes de bas de page.
- La présentation des références doit suivre les conventions bibliographiques. Il est recommandé d'utiliser les modèles {{Ouvrage}}, {{Chapitre}}, {{Article}}, {{Lien web}} et/ou {{Bibliographie}}. Le mode d'édition visuel peut mettre en forme automatiquement les références.
- Insérer une infobox (cadre d'informations à droite) n'est pas obligatoire pour parachever la mise en page.

Pour une aide détaillée, merci de consulter Aide:Wikification.
Si vous pensez que ces points ont été résolus, vous pouvez retirer ce bandeau et améliorer la mise en forme d'un autre article.
Urška Ferligoj, également connue sous le nom de bergère Urška, était une bergère slovène et voyante mariale, née en 1526 à Grgar, en duché de Carniole et décédée en 1544 dans la même ville.

## Enfance
La date exacte de la naissance d'Urška est inconnue car les archives paroissiales de Solkan, où ces registres étaient conservés, ont brûlé en 1600, et les documents conservés par les franciscains de Sveta Gora ont été perdus. Selon la tradition orale, Urška est née en 1526 à Grgar, dans une famille de paysans pauvres, dans une maison connue sous le nom de "Pri Piskovih" (À la poterie). Son père et sa mère étaient agriculteurs. Jeune fille, elle a commencé à travailler comme bergère. Elle faisait souvent paître ses moutons à Skalnica, où se trouvait autrefois une église qui avait été détruite par les Turcs en 1496.

## Apparition mariale
Un samedi de juin, après la Pentecôte de l'année 1539, alors qu'Urška gardait les moutons à Skalnica, la Vierge Marie, tenant l'Enfant Jésus dans ses bras, lui apparut. La Mère de Dieu lui parla en slovène, en disant : « Dis aux gens de me construire une maison ici et de me demander la grâce. » Urška répandit ce message dans les villages voisins et à Gorizia, ce qui apporta une grande joie aux gens. De nombreuses personnes se sont rendues en grand nombre sur le lieu de l'apparition, où elles ont construit une chapelle temporaire et ont prié devant une statue de Marie, réalisée d'après la description d'Urška par les frères Francesco et Pietro Floreani d'Udine,.

## Emprisonnement
Les autorités ont d'abord interdit ses activités et l'ont emprisonnée à trois reprises, mais la Vierge Marie l'a miraculeusement libérée à chaque fois. La tradition orale veut qu'elle ait été enfermée dans les cachots souterrains du château de Solkan, le manoir Palač. Après sa troisième libération, elle fut trouvée en profonde prière au sommet de Skalnica, ce qui amena les autorités à reconnaître l'intervention divine et lui permit de proclamer le « message céleste et les apparitions ». Le 11 décembre 1540, le vice-gouverneur de Gorizia, Hieronim Attems, fit don d'un terrain à Skalnica pour une future église de la Vierge Marie. Des gens venaient en pèlerinage sur le lieu des apparitions depuis des contrées lointaines, s'émerveillant des récits d'événements miraculeux. En conséquence, Skalnica est devenue connue sous le nom de Sveta Gora (Montagne sacrée).

## Construction et consécration de l'église

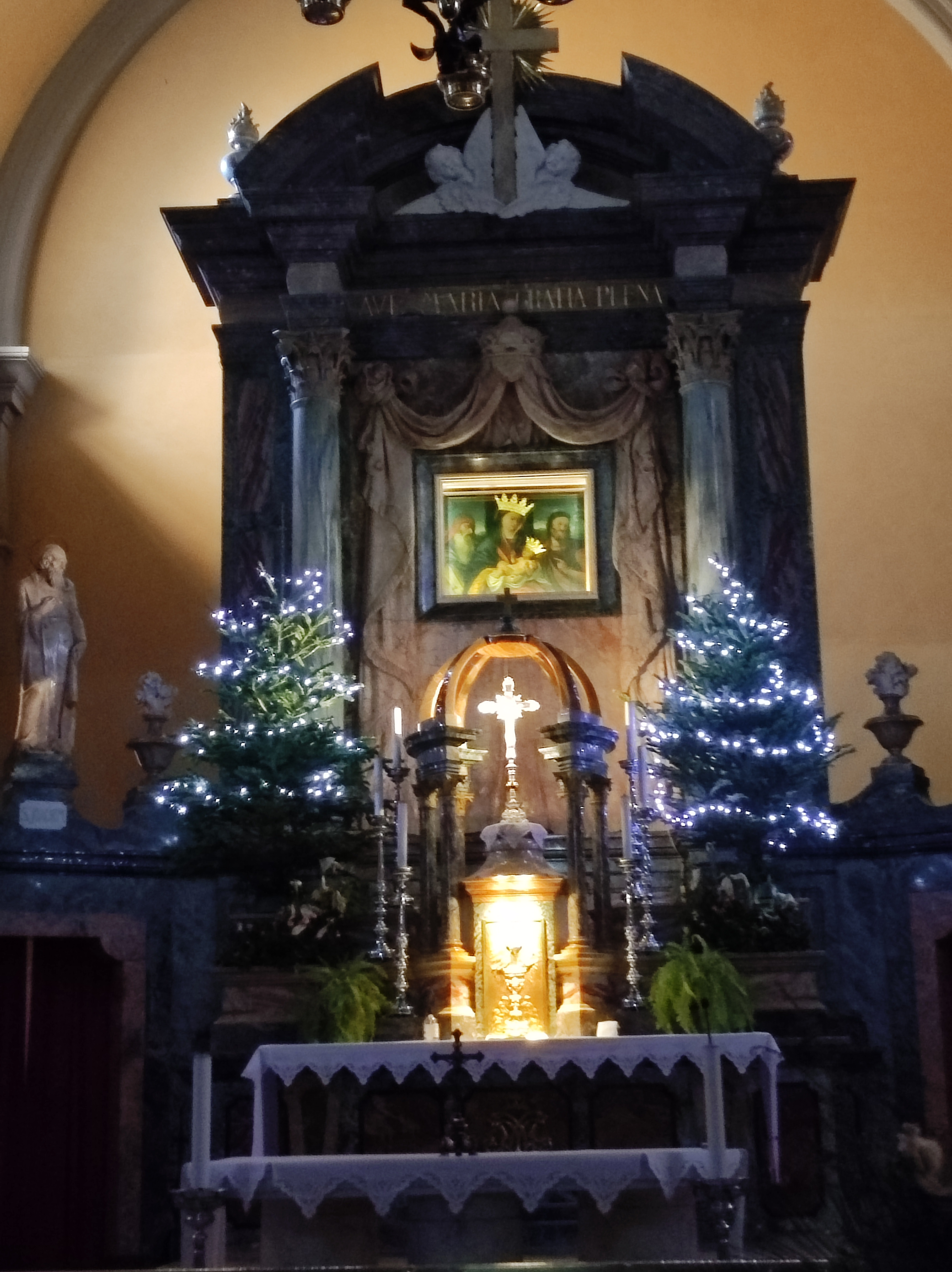
Le maître-autel de la basilique de Sveta Gora

L'enthousiasme du public pour la Sveta Gora était si grand que malgré des conditions difficiles, un magnifique sanctuaire fut construit au sommet de la montagne en trois ans (1541-1544). Le patriarche Marco Grimani (it) a fait don d'une image de la Mère de Dieu avec l'Enfant Jésus, du prophète Isaïe et de Saint Jean-Baptiste, une œuvre du peintre Jacopo Negretti. Le 12 octobre 1544, l'église fut consacrée par le vicaire général du patriarche, l'évêque Egidio Falcetta . Urška a également assisté à la consécration, bien qu'elle soit devenue très faible en raison des effets de son emprisonnement.

## La mort
Peu après la consécration de l'église de Sveta Gora, Urška tomba gravement malade. Selon la tradition, chaque soir, un brouillard descendait de l'église jusqu'à sa maison, et la Mère de Dieu lui rendait visite. Urška est décédée la même année. Au moment de sa mort, deux frères franciscains priaient dans l'église de la Sainte Montagne. Ils ont vu Urška, vêtue de blanc, marcher vers l'autel, où se tenait la Vierge Marie tenant l'enfant Jésus. Quand Urška arriva à l'autel, la Vierge déposa une couronne blanche sur sa tête. On pense que la bergère Urška est enterrée près de l'église Saint-Martin de Grgar, où se trouve aujourd'hui une pierre tombale commémorative avec une mosaïque de la scène de l'apparition,,.

## Trois sources historiques principales

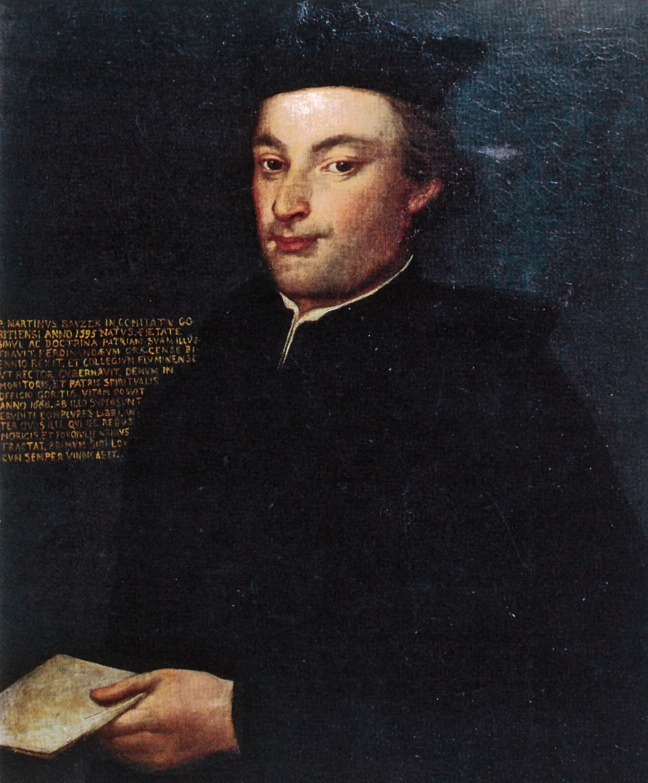
Martin Bavčer

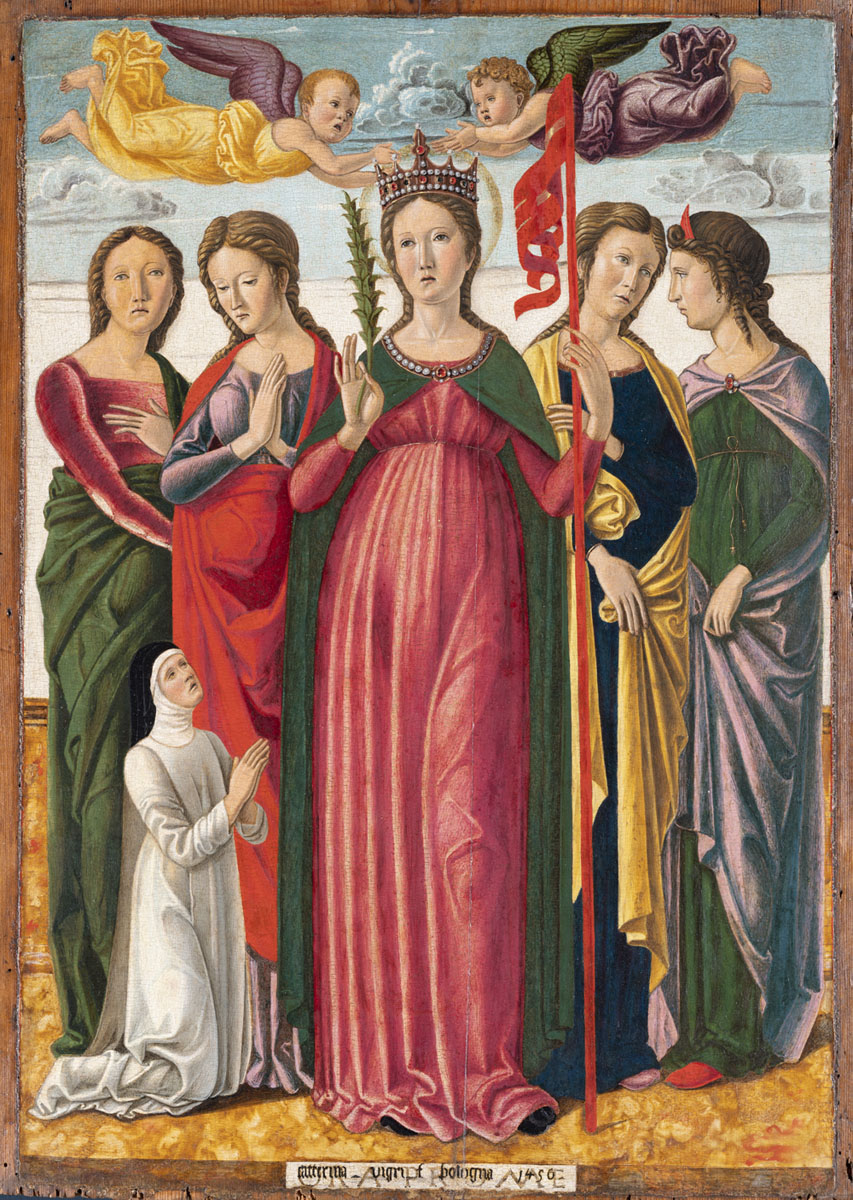
Sainte Ursule et les quatre saintes Vierges par Catherine de Bologne (vers 1450)

En plus d'une forte tradition orale, les trois principales sources historiques sur la bergère Urška sont les écrits de trois historiens : Franjo Glavinić (hr) (1648), Martin Bavčer (1657) et Gian Giacomo D'Ischia (1684). Tous trois la mentionnent par son nom : « La pieuse bergère nommée Uršula de Grgar » (Franjo Glavinić), « La femme Uršula » (Martin Bavčer), « Uršula Ferligojnica, une pauvre bergère » (Gian Giacomo D'Ischia). (Son nom Urška est l'une des versions slovènes du nom Ursula. La sainte patronne d'Urška était Sainte Ursule .) Martin Bavčer a tiré ses informations de documents sur la Sveta Gora datant de 1630 à 1640. Franjo Glavinić fut le gardien franciscain de la Sveta Gora de 1639 à 1642 lors de la célébration du premier centenaire des apparitions. En tant que chercheur et historien, il a probablement personnellement entendu des témoins vivants des événements, ayant servi auparavant (1610-1613, 1616-1619 et 1619-1622) comme provincial de la province franciscaine de Bosnie et de Croatie, qui comprenait la Sveta Gora.

## Dans la littérature
La bergère Urška a inspiré de nombreuses œuvres littéraires. En 1938, Joža Lovrenčič écrit la Légende de Marie et de la bergère Urška (Legenda o Mariji in pastirici Uršiki). En 1939, lors de l'ouverture d'une chapelle dédiée à Urška Ferligoj à Grgar, une pièce intitulée Na Skalnici (Sur Skalnica) de Dragotin Vodopive c fut jouée pour la première fois. En 1951, Ivo Česnik a écrit une histoire de l'apparition intitulée Le Chant de la Sainte Montagne (Svetogorska pesem). En 1979, l'écrivaine Zora Piščanc a publié un roman intitulé Bergère Urška (Pastirica Urška), racontant l'enfance d'Urška, l'apparition, son emprisonnement et la construction de l'église de Sveta Gora. Elle est basée sur des documents historiques et sur la tradition orale. En 1994, l'écrivain Berta Golob et l'illustratrice Silva Karim ont publié un livre de coloriage intitulé Bergère Urška (Pastirica Urška). En 2006, l'écrivain Andraž Arko et l'illustratrice Urša Skoberne ont publié un livre d'images intitulé La bergère Urška et la reine de la montagne sacrée (Pastirica Urška in Svetogorska Kraljica).

## Le sentier d'Urška

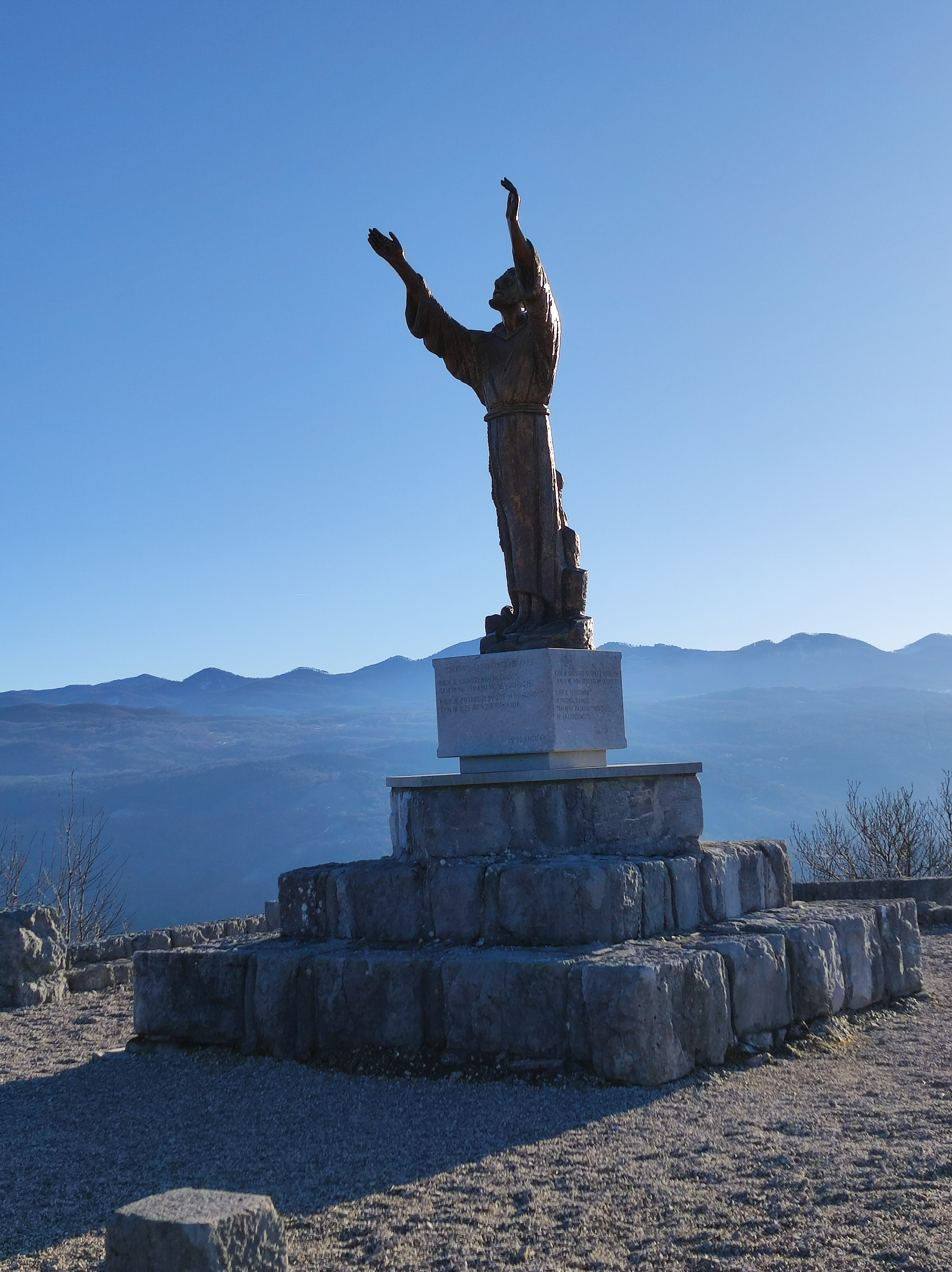
Statue de Saint François d'Assise, Sveta gora

Le sentier d'Urška est un itinéraire circulaire thématique menant de Grgar à la Sainte Montagne (Sveta Gora). Le parcours commence à l'église Saint-Martin de Grgar et comprend huit arrêts. Le chemin continue à travers la partie ouest du village jusqu'à la maison natale d'Urška, où se trouve aujourd'hui une chapelle. Juste avant la fin du village, une large route de gravier mène à Preški Vrh, continuant jusqu'à la basilique Sveta Gora, qui se trouve à 682 mètres, le point culminant de l'itinéraire. De là, des vues imprenables s'étendent de la mer Adriatique aux Alpes juliennes. Près de la basilique se trouve le musée marial, où une salle est consacrée à la bergère Urška. Le sentier continue au-delà de la basilique et après une courte marche atteint la statue de saint François d'Assise, qui offre une belle vue sur Grgar. Le sentier descend ensuite en pente raide vers Grgar et se termine à la tombe présumée d'Urška à côté de l'église du village.